# Fransiskus Xaverius Rocharjanta Prajasuta

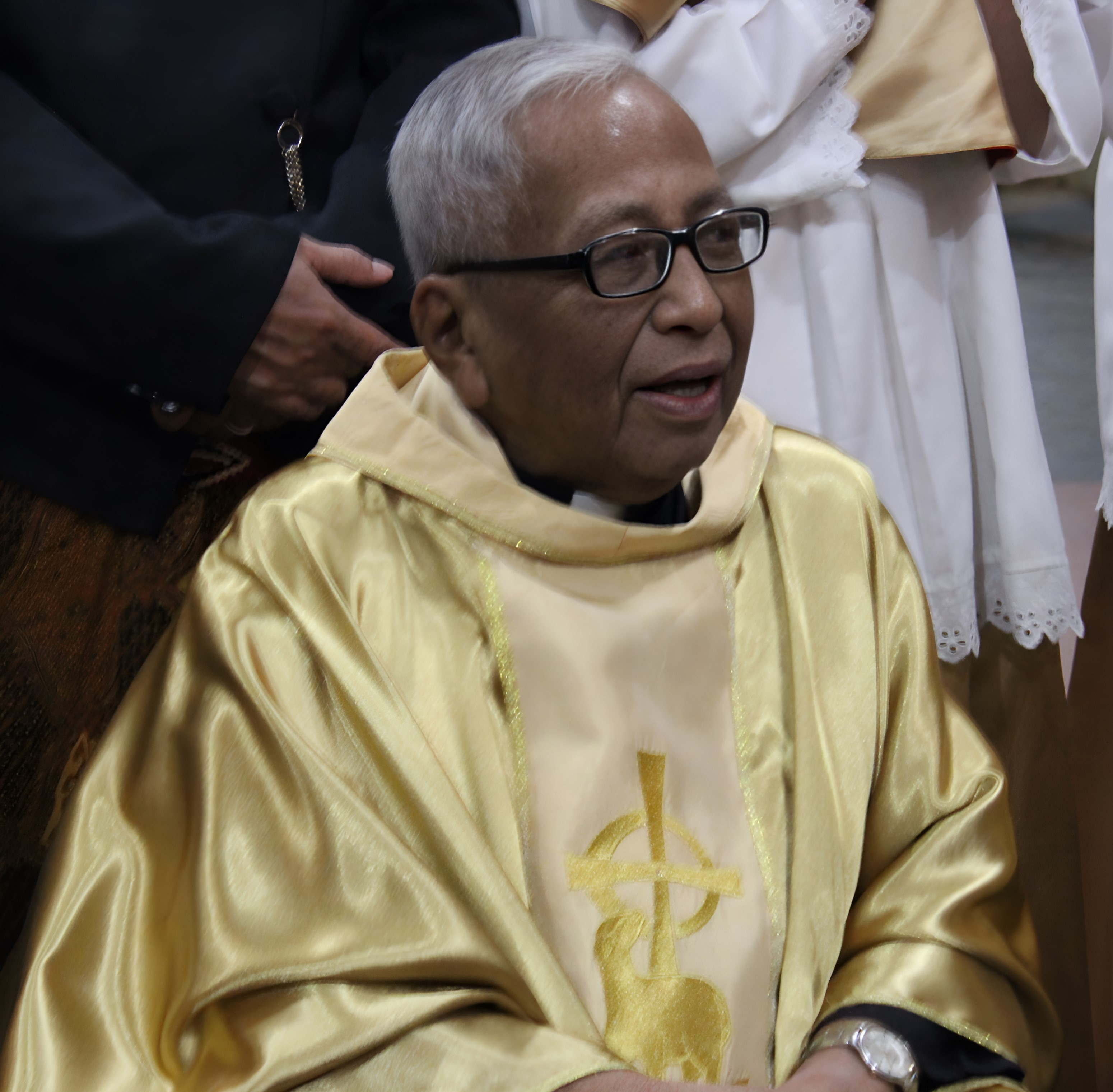
Fransiskus Xaverius Rocharjanta Prajasuta

Fransiskus Xaverius Rocharjanta Prajasuta MSF (* 3. November 1931 in Nguntaranadi; † 28. Juli 2015 in Yogyakarta) war ein indonesischer römisch-katholischer Geistlicher und Bischof von Banjarmasin.

## Leben
Fransiskus Xaverius Rocharjanta Prajasuta trat der Ordensgemeinschaft der Missionare von der Heiligen Familie bei und empfing am 19. Dezember 1959 die Priesterweihe. Ab 1966 arbeitete er im Priesterseminar von Yogyakarta.
Papst Johannes Paul II. ernannte ihn am 6. Juni 1983 zum Bischof von Banjarmasin. Der emeritierter Bischof von Banjarmasin, Wilhelmus Joannes Demarteau MSF, spendete ihm am 23. Oktober desselben Jahres die Bischofsweihe; Mitkonsekratoren waren Hieronymus Herculanus Bumbun OFMCap, Erzbischof von Pontianak und Apostolischer Administrator von Sanggau, und Francis Xavier Sudartanta Hadisumarta OCarm, Bischof von Malang. Am 14. Juni 2008 nahm Papst Benedikt XVI. seinen altersbedingten Rücktritt an. Er erlag im Juli 2015 einem Nierenversagen.
Er komponierte einige Lieder, die in Indonesien in die Liturgie aufgenommen wurden.